# Dendryphantes secretus
Dendryphantes secretus là một loài nhện trong họ Salticidae.
Loài này thuộc chi Dendryphantes. Dendryphantes secretus được Wanda Wesołowska miêu tả năm 1995.